# Birth of Joy
Birth of Joy ist eine niederländische Rockband, die 2005 an der Herman-Brood-Academie in Utrecht gegründet wurde. Nach zahlreichen Liveauftritten in den Niederlanden wurde die Band im Anschluss an einen Auftritt beim Zwarte Cross Festival 2011 vom niederländischen Indie-Label Suburban Records unter Vertrag genommen. Auftritte beim Rencontres Trans Musicales sowie beim Eurosonic Noorderslag Festival in Groningen, das u. a. vom WDR Rockpalast unterstützt wurde, machten die Gruppe auch außerhalb der Niederlande bekannt. Der Name der Band ist eine Anspielung auf Friedrich Nietzsches Werk Die Geburt der Tragödie aus dem Geiste der Musik.

## Stil
Die Musik der Band ist von der Blues- und Psychedelic-Rockszene der späten 1960er und frühen 1970er Jahre beeinflusst, nimmt auch Anleihen beim Rock ’n’ Roll und beim Boogie-Woogie, entwickelt aus diesen Vorgaben jedoch einen eigenen, druckvollen und zugleich differenzierten Sound. Als Vorbilder werden insbesondere MC5 und The Doors genannt, Letzteres spiegelt sich auch in der ungewöhnlichen Live-Besetzung ohne Bass wider.

## Diskografie

### Alben
| Jahr | Titel           | Höchstplatzierung, Gesamtwochen, AuszeichnungChartsChartplatzierungen (Jahr, Titel, Platzierungen, Wochen, Auszeichnungen, Anmerkungen) | Anmerkungen                            |
| Jahr | Titel           | NL | Anmerkungen                            |
| ---- | --------------- | --- | -------------------------------------- |
| 2012 | Life In Babalou | NL48 (1 Wo.)NL | Suburban Records                       |
| 2014 | Prisoner        | NL10 (2 Wo.)NL | Suburban Records, Modulor/Grand Palais |
| 2016 | Get Well        | NL53 (2 Wo.)NL | Long Branch Records                    |

Weitere Alben
- 2010: Make Things Happen
- 2011: Make Things Happen (EP)
- 2013: The Sound of Birth of Joy (Kompilation, Modulor/Grand Palais)
- 2015: Live at Ubu (Long Branch Records)
- 2018: Hyper Focus (Glitterhouse Records)